# Ильягорт (Мужевское сельское поселение)
Ильягорт (также Илья-Горт) — упразднённое село в Шурышкарском районе Ямало-Ненецкого автономного округа России.

## География
Было расположено в 12,5 км к юго-востоку от райцентра — села Мужи — и в 5,5 км к северо-западу от деревни Новый Киеват.
В 1,5 км к западу протекает обская протока Мояхтас, из которой в 2 км к северу от села вытекает река (протока) Ильюшкина Обь.

## История
До 2004 года село входило в Мужевский сельсовет, преобразованный в 2005 году в Мужевское сельское поселение.
В 2006 году в связи с прекращением существования было упразднено село Ильягорт в составе сельского поселения Мужевское.

## Население
| 1989 | 2002 |
| ---- | ---- |
| 0    | →0   |